# Coryphaenoides macrolophus
Coryphaenoides macrolophus är en fisk som beskrevs 1889 av Alfred William Alcock. Arten ingår i släktet Coryphaenoides och familjen skolästfiskar. Inga underarter finns listade i Catalogue of Life. Den är en djuphavslevande fisk som förekommer i Indiska oceanen på djup mellan 522-1080 meter.